# Peter Schrenk
Peter Schrenk (* 8. Juni 1943 in Berlin) ist ein deutscher Schriftsteller.

## Leben
Peter Schrenk ist der Sohn eines Schauspielerehepaars. Er wuchs in Mecklenburg-Vorpommern auf. Nach dem Tod der Mutter übersiedelte er 1958 zu seinem Vater nach Hamburg. Er besuchte die Odenwaldschule und absolvierte von 1961 bis 1963 eine Lehre als Werbekaufmann. Nach einem gescheiterten Versuch, der französischen Fremdenlegion beizutreten, kehrte Schrenk nach Deutschland zurück und arbeitete beim Gleisbau, als Maschinensteller, Nadel- und Lagerhilfsarbeiter. Von 1963 bis 1967 war er Soldat der Bundeswehr; anschließend  besuchte er Schauspielschulen in Heidelberg und Frankfurt am Main, wo er unter anderem im Sozialistischen Deutschen Studentenbund aktiv war. Von 1968 bis 1975 war er Studienleiter in der Marktforschung, von 1976 bis 1981 tätig bei einer Bank in Köln und ab 1981 Marketing-Manager für Firmen der Automobilzulieferindustrie. Während eines Studienaufenthalts an der University of Maryland hörte er Vorlesungen in Germanistik und Literaturkritik. 
Peter Schrenk ist Verfasser von Kriminalromanen und Drehbüchern. 1990 erhielt er ein Arbeitsstipendium des Landes Nordrhein-Westfalen. Er arbeitet auch als Schauspieler im Theater und spielte kleinere Film- und Fernsehrollen.
Schrenk lebt in Düsseldorf. Er war unter anderem für den Verein African Angel (2006 bis 2011) und den Bund Katholischer Unternehmer aktiv (2006 bis 2010). Seit dem 12. Dezember 2012 ist Peter Schrenk Vorsitzender des neugegründeten Vereins Heinestadt Düsseldorf e.V.

## Werke
- Ein fremder Tod. München 1988.
- Vitus H. Benedict: Ohne Obligo. München 1989.
- … und dann Berlin. München 1990.
- Die Konferenz von Reading. Zürich 1992.
- Sangers Fluch. Berlin 1998.
- Fetter Sand. Düsseldorf 2008.